# Chymomyza formosana
Chymomyza formosana är en tvåvingeart som beskrevs av Toyohi Okada 1976. Chymomyza formosana ingår i släktet Chymomyza och familjen daggflugor.
Artens utbredningsområde är Taiwan. Inga underarter finns listade i Catalogue of Life.